# Salvatore Ruocco
Salvatore Ruocco (Napoli, 7 gennaio 1978) è un attore italiano.

## Biografia
Ruocco è nato, ultimo di sei fratelli, nel quartiere del Rione Sanità di Napoli, il 7 gennaio 1978, cresciuto a Miano. Salvatore Ruocco inizia la sua carriera nel pugilato, fino ai campionati regionali, e si interrompe dopo una squalifica ingiusta. L’amore per il pugilato e la rabbia di un grande sogno troncato, spalancano le porte agli incontri clandestini. Ma una nuova passione lo riporta all’ordine e abbandona la boxe clandestina per la recitazione; la passione per il cinema e la tenacia da pugile plasmano la carriera cinematografica. Parole come ring, combattere e vincere puntano in un'unica direzione, concorsi ai Festival e Mostre Internazionali del cinema che si ripetano anno dopo anno, per i film ai quali partecipa.  
Nel 2006 inizia una formazione teatrale con Liberascenaensamble, diretto da Renato Carpentieri e Lello Serao. Nel 2010 inizia un Workshop con l'attore allievo di Peter Brook Pitcho Womba Konga.
Nel 2006 prese parte al film Sotto la stessa Luna di Carlo Luglio, che ottenne la menzione speciale della giuria al Festival di Annecy. Nel 2008 debuttò da protagonista al Teatro Parioli di Roma con L'opera di periferia di Pasquale De Cristofaro e prese parte a Gomorra di Matteo Garrone. L'anno dopo recitò in Napoli Napoli Napoli di Abel Ferrara, presentato fuori concorso alla 66ª Mostra internazionale d'arte cinematografica di Venezia. Nel 2010 venne chiamato per un cameo come guardia carceraria in Gorbaciof di Stefano Incerti, anch'esso presentato fuori concorso alla 67ª Mostra internazionale d'arte cinematografica di Venezia.
Nel 2011 recitò nella parte del "capoclan" (ispirato al boss camorrista Giuseppe Setola) in Là-bas - Educazione criminale di Guido Lombardi, ispirato alla strage di Castelvolturno del 2008, in cui morirono sette persone. Presentato alla 68ª Mostra internazionale d'arte cinematografica di Venezia, il film vinse il Premio Venezia Opera prima "Luigi De Laurentiis" e il Premio del pubblico "Kino" – Settimana della Critica. L'anno successivo è impegnato nel cortometraggio Ciro di Sergio Panariello, in concorso al Festival internazionale del film di Roma e vincitore del Premio speciale della Giuria ai Nastri d'argento 2013, e come protagonista nel pluri-premiato film L'intervallo di Leonardo Di Costanzo, in concorso alla 69ª Mostra internazionale d'arte cinematografica di Venezia. Viene premiato dal "Pompei Cinema Festival" per il film l'intervallo. Sempre lo stesso anno viene premiato dal "Sarno Film Festival" per il film Ciro e partecipa come giurato tecnico.
Nel 2013 prese parte a Il ragioniere della mafia di Federico Rizzo, partecipe del Montreal World Film Festival, ed è uno dei cinque protagonisti di Take Five di Guido Lombardi, di recente in concorso al Festival internazionale del film di Roma 2013. Sempre in quell'anno recita nel ruolo di protagonista nel film Abel's Grandfather, che racconta la storia del nonno (originario di Sarno, poi emigrato in California, dove diventò viticoltore di successo) del regista statunitense Abel Ferrara. Il film è in produzione. Sempre nel 2014 Abel Ferrara l'ha voluto nel suo film sugli ultimi giorni di vita di Pier Paolo Pasolini, che ha come protagonista Willem Dafoe in concorso alla 71ª Mostra internazionale d'arte cinematografica di Venezia e al Toronto International Film Festival. Nel 2015 viene scelto dai registi Manetti Bros. come protagonista di puntata nella serie televisiva Rex assieme a Serena Rossi. Nel 2017 oltre ad alcune sue interpretazioni (come Veleno), è regista del documentario in concorso al The London Documentary Film Festival, The Stranger.
Nel 2022 il regista americano Abel Ferrara l'ha voluto nel suo nuovo film, Padre Pio con Shia LaBeouf in concorso nella Giornate degli autori nella 79ª edizione della Mostra internazionale d'arte cinematografica che si svolgerà al Lido di Venezia. L'anno dopo viene scelto dal regista americano  Antoine Fuqua per The Equalizer 3 - Senza tregua, film con protagonista Denzel Washington.

## Filmografia

### Cinema
- Caravaggio - L'ultimo tempo, regia di Mario Martone
- Sotto la stessa luna, regia di Carlo Luglio
- Gomorra, regia di Matteo Garrone (2008)
- Napoli Napoli Napoli, regia di Abel Ferrara (2009)
- Gorbaciof, regia di Stefano Incerti (2010)
- Là-bas - Educazione criminale, regia di Guido Lombardi (2011)
- L'intervallo, regia di Leonardo Di Costanzo (2012)
- Sara sarà, regia di Peppe Lanzetta (2012)
- Il ragioniere della mafia, Federico Rizzo (2013)
- BFACE , regia di Maret Corinne - cortometraggio (2014)
- Take Five, regia di Guido Lombardi (2014)
- Ultima fermata, regia di Giambattista Assanti (2014)
- Pasolini, regia di Abel Ferrara (2014)
- Rex, regia Manetti Bros. (2015)
- Veleno, regia di Diego Olivares (2017)
- Zeros and Ones, regia di Abel Ferrara (2021)
- Padre Pio, regia di Abel Ferrara (2022)
- The Equalizer 3 - Senza tregua (The Equalizer 3), regia di Antoine Fuqua (2023)

### Cortometraggi
- Ciro, regia di Sergio Panariello (2012)
- Perpetuo labile, regia di Giorgio Caruso (2012)
- The Dark Rises, regia di Meosha Bean (2014)
- The Stranger, regia di Salvatore Ruocco (2017)

### Televisione
- La squadra, regia di Luca Ribuoli (2006)
- Un giorno per sempre, regia di Stefano Amatucci (2006)
- Ho sposato uno sbirro, regia di Andrea Barzini (2010)
- Rex, regia di Manetti Bros. (2015)

### Videoclip
- Cattivi guagliuni, videoclip dei 99 Posse, regia di Abel Ferrara (2011)

## Teatro
- L'opera di periferia, regia di Pasquale De Cristofaro (2008/2010)
- Ko, regia di Alessandra Cutolo (2010/2012)